# Jürgen Schmidt (Politiker, 1951)
Jürgen Schmidt (* 15. Februar 1951 in Großzschepa) ist ein ehemaliger deutscher CDU-Kommunalpolitiker. Er war ab 1994 Beigeordneter der Wurzener Stadtverwaltung und von 2001 bis 2008 Oberbürgermeister der Stadt Wurzen.

## Werdegang
Nach Abitur und Facharbeiter-Abschluss als Agrotechniker 1965–1969 studierte Jürgen Schmidt und schloss sein Studium mit dem akademischen Grad eines Diplom-Agrar-Pädagogen ab. Er wurde 1986 in Berlin promoviert zum Dr. agr. auf dem Gebiet Agrarökonomie. Bis 1991 arbeitete er für die Landwirtschaft.
Anschließend war er für agrochemische Unternehmen in Leipzig und für die Messegesellschaft agra in Markkleeberg aktiv, gefolgt von der Tätigkeit als Redakteur und Reporter eines einheimischen Tageblatts und Geschäftsführer eines VW-Autohauses.

## Wurzen
1994 gelang Schmidt der hauptberufliche Einstieg in die Kommunalpolitik: Er wurde Beigeordneter der Stadtverwaltung Wurzen. 2001 wurde Jürgen Schmidt der Nachfolger von Anton Pausch – die Bürger Wurzens wählten ihn zum Oberbürgermeister der Stadt Wurzen.
2008 verpasste Schmidt die angestrebte Wiederwahl – er musste sein Amt an den parteilosen Jörg Röglin abgeben.

## Ehrenamt
Jürgen Schmidt ist Vorsitzender des Wurzener Geschichts- und Altstadt-Vereins.

## Privat
Jürgen Schmidt ist verheiratet mit Regina Schmidt; das Ehepaar hat zwei erwachsene Söhne.

## Dokumentation
Im 2011 erschienenen Buch Von Schmidt zu Schmidt – Über Wurzener Bürgermeister 1832–2008 hat Jürgen Schmidt auf den Seiten 115 bis 182 ausgewählte Reden und Aufsätze aus seiner Amtszeit als Wurzens Oberbürgermeister 2001–2008 zusammengefasst und veröffentlicht. Dieses Material vermittelt ein facettenreiches Bild sowohl des politischen Neubeginns seit der Deutschen Einheit 1990 als auch des Politikers und Menschen Jürgen Schmidt.